# Amomum flavoalbum
Amomum flavoalbum är en enhjärtbladig växtart som beskrevs av Rosemary Margaret Smith. Amomum flavoalbum ingår i släktet Amomum och familjen Zingiberaceae. Inga underarter finns listade i Catalogue of Life.